# سلانه
سلانه ساز زهی جدیدی است که در سال‌های اخیر سیامک افشاری با همکاری حسین علیزاده ساخته‌است.
سلانه،‌سازی است از خانواده تنبور با دسته بلند که براساس تصاویر تاریخی بازمانده از ایران باستان دارای سه سیم و سه گوشی بوده‌است که از طریق اضافه کردن سیم‌های اصلی می‌توان به صداهای بم‌تری دست یافت. کوشش‌های حسین علیزاده برای بازسازی و احیای این ساز باستانی، و کاوش‌هایش در گوشه‌های فراموش شده موسیقی ایرانی به آلبومی به نام سلانه منجر شد. این آلبوم شامل بداهه‌نوازی‌های علیزاده با این ساز در دستگاه‌های بیات اصفهان، سه‌گاه،  بیات کرد  و افشاری است. این آلبوم در نزد اساتید فن و کارشناسان موسیقی واکنش‌های متفاوتی برانگیخت. سلانه متشکل از ۱۲ سیم که ۶ سیم جهت انگشت‌گذاری و ۶ سیم به منظور طنین صدا است. این ساز ترکیبی از بربط و سه‌تار و تنبور است و به گفتهٔ سازنده، چون سلانه سلانه وارد موسیقی شده نام سلانه را به خود گرفته‌است.